# Palimna sumatrana
Palimna sumatrana är en skalbaggsart som beskrevs av Stefan von Breuning 1938. Palimna sumatrana ingår i släktet Palimna och familjen långhorningar. Inga underarter finns listade i Catalogue of Life.